# Homage to the Square

Homage to the Square (littéralement Hommage au carré) est une série d'œuvres de Josef Albers, réalisées à partir de 1949 jusqu'à sa mort en 1976. Elles représentent systématiquement trois ou quatre carrés imbriqués, selon une disposition toujours identique : seules leurs couleurs changent.

## Caractéristiques
La série Homage to the Square comprend plus de deux mille œuvres, essentiellement des tableaux, mais également des dessins, des gravures et des tapisseries. Quel que soit le support, chaque œuvre obéit à une formule invariable : un format carré (de 40,6 cm à 122 cm de côté) comportant trois ou quatre carrés imbriqués, de couleur unie. Le plus grand carré occupe toute la surface ; les carrés suivants (s'ils sont présents) n'en recouvrent que 80%, 60% et 40%. Ils sont centrés horizontalement, mais décalés verticalement vers le bas de l'œuvre. Leur disposition est reprise à l'identique pour toute la série.
Le plus souvent, les tableaux sont des huiles sur isorel. Les couleurs sont appliquées directement depuis le tube sur le support, jamais mélangées au préalable, et étalées au couteau. Les détails de réalisation (couleurs, matériaux, technique, etc.) sont inscrits au dos de sa main,.

## Motivation
Josef Albers se lance dans la série Homage to the Square à partir de 1949 afin d'étudier les interactions chromatiques entre les éléments de ses tableaux. La forme dépouillée et codifiée à l'extrême permet de réduire chaque œuvre à sa forme la plus fondamentale ; Albers choisit d'ailleurs la forme carrée pour sa neutralité, estimant qu'elle ne distrait pas le regard du spectateur et lui permet de se concentrer sur l'expérience des différences de teinte, de dimension et de disposition.
L'effet produit est ainsi différent suivant les tableaux. Les carrés peuvent sembler flotter les uns sur les autres ou au contraire être imbriqués les uns dans les autres, créant l'illusion du volume. Par exemple, pour Homage to the Square: With Rays, peint en 1959, les carrés extérieurs sont de différentes teintes de jaune, le carré intérieur est gris clair : il semble flotter devant le fond et la disposition incite l'œil du spectateur à partir du centre pour se diriger vers l'extérieur. À l'inverse, Homage to the Square: Soft Spoken, peint en 1969 avec des dimensions et une disposition des carrés identiques, met en scène un carré central bleu sombre, encadré par des carrés successivement vert profond, vert clair et aigue-marine ; l'effet produit semble mettre en avant un vide apparent au centre de l'œuvre.

## Titres
Les tableaux de la série se caractérisent par leur titre, qui peut donner une indication de l'effet désiré par Albers. On trouve ainsi les titres suivants : Homage to the Square: Apparition, Homage to the Square: New Gate, Homage to the Square: Inductive, Homage to the Square: Terrestrial, Homage to the Square: Cooling, Homage to the Square: Greek Island, Homage to the Square: A Rose is a Rose, Homage to the Square: Golden Membrane, Homage to the Square: Warm Silence...

## Marché de l'art
Plusieurs tableaux de la série Homage to the Square ont dépassé les estimations de vente. Homage to the Square: Joy (1964) s'est vendu pour 1,5 million de dollars, près du double de son estimation, en 2007. En 2015, Study for Homage to the Square, R-III E.B., estimé entre 545 000 et 700 000 $, a finalement atteint 1,22 million $ aux enchères.